# ساندرين تستو
ساندرين تستو (بالفرنسية: Sandrine Testud)‏ مواليد 3 أبريل 1972 في مدينة ليون في فرنسا، هي لاعبة كرة مضرب فرنسية تلعب باليد اليمنى بدأت مسيرتها كمحترفة عام 1989.

## روابط خارجية
- ساندرين تستو على موقع رابطة محترفات التنس (الإنجليزية)
- ساندرين تستو على موقع الاتحاد الدولي لكرة المضرب (الإنجليزية)
- ساندرين تستو على موقع كأس بيلي جين كينغ (الإنجليزية)
- ساندرين تستو على موقع بطولة ويمبلدون (الإنجليزية)
- ساندرين تستو على موقع خلاصة التنس.كوم (الإنجليزية)
- ساندرين تستو على موقع إي إس بي إن.كوم (الإنجليزية)
- ساندرين تستو على موقع اللجنة الأولمبية الدولية (الإنجليزية)
- ساندرين تستو على موقع أوليمبيديا (الإنجليزية)